# Oxycera hirticeps
Oxycera hirticeps är en tvåvingeart som beskrevs av Friedrich Hermann Loew 1873. Oxycera hirticeps ingår i släktet Oxycera och familjen vapenflugor. Inga underarter finns listade i Catalogue of Life.